# Seabra (tiểu vùng)
Seabra là một tiểu vùng thuộc bang Bahia, Brasil. Tiều vùng này có diện tích 20369 km², dân số năm 2007 là 251629 người.